# Berth Idoffs
Berth Idoffs var ett dansband i Bromölla  i Sverige, bildat 1955.

## Historia
Berth Idoffs bildades 1955 av Berth Idoff, som tillsammans med Inge Svensson och Kjell Gummesson utgjorde den första sättningen.
Berth Idoffs popularitet växte, och sättningen ökade från tre till sex medlemmar. Under 1960-talet medverkade Barbro Thornell och senare Ulla Höjer som vokalist. Under denna tid tillhörde Berth Idoffs de populärare dansorkestrarna i södra och mellersta Sverige, och spelade ofta ungefär 250 gånger per år. 1974 lämnade Berth Idoff bandet för att ägna sig åt sin familj samt sina kläd- och tygbutiker i Olofström och Ronneby.   
Berth Idoff sålde då vidare bandet, spelningarna och utrustningen till Conny Nilsson och Göte Färm, vilka hade stora framgångar i TV och radio samt ute på dansbanorna. Man medverkade bland annat i de av Colin Nutley regisserade långfilmerna Black Jack från 1990 och Änglagård - andra sommaren. Bandet hade hitlåtar på Svensktoppen som "Små små ord", "Spelemän" och "Kärlek på gång".
År 2000 lämnade Conny Nilsson bandet och Berth Idoffs son Marcus Idoffson (gitarr, sång och dragspel) tog över som kapellmästare. Det fick sedan återigen en kvinnlig vokalist, Berth Idoffs svärdotter och Marcus Idoffsons hustru Lotta Idoffson. 2005 firade Berth Idoffs Orkester femtio år som turnerande heltidsband.
Både Marcus Idoffson och Berth Idoff avled på hospice i september 2018. Lotta Idoffson avled den 20 november 2022, 49 år gammal, på Helsingborgs sjukhus efter en längre tids postcovid-komplikationer.

## Tidigare medlemmar
- Inge Svensson - gitarr
- Kjell Gummesson - trummor
- Berth Idoff - keyboard, dragspel
- Conny Nilsson - sång, gitarr (1972-2000)
- Göte Färm - trummor, sång
- Mats Westerberg - bas, gitarr (1987-1998)
- Magnus Persson - keyboard, gitarr, dragspel, sång (1982-1992)
- Bo Jansson - bas, klarinett, saxofon, keyboard (1992-1998)
- Mats Dahlström - gitarr, saxofon, keyboard(1985-1992)
- Bengt-Erik Skantz - Keyboard, saxofon (1992-1995)
- Jesper Svensson - keyboard, bas (1996 - 2000)
- Patrick Bertilsson - trummor (1997 - 2000)
- Martin Wahlström - bas
- Magnus Bissman - gitarr
- Johannes Nordgren - gitarr, saxofon
- Conny Norrman - Keyboard
- Mats Thuresson - Saxofon (1983-1985)
- Marcus "Idoff" Idoffson - Kapellmästare, gitarr, sång och dragspel
- Charlotte "Lotta" Idoffson - sång

## Nuvarande medlemmar[när?]
- Patrik "Palle" Ohlsson - Gitarr, pedalsteel och fiol
- Henric "Hebbe" Svensson - Klaviatur, sax, dragspel och ljuskoordinator
- Fredrik Ohlsson - trummor, sång

## Diskografi

### Singlar & EPs
Från Discogs, Singles & EPs:
- Följ med mig / Vad än sker, Berth Idoffs med Barbro Thornell, AS 106 (1966)
- Laila / En sång till en gitarr / Berth Idoffs, AS 108 (1967)
- Sänd mig ett minne av vår kärlek / Du glömde, Berth Idoffs med Barbro Thornell, AS 111 (1967)
- Jag skall ta morfar med mej ut i kväll / Inget går upp mot dom svenska killarna, Berth Idoffs med Ulla Höjer, AS 124 (1968)
- Slå dej lös! / Vad kärleken begär, Berth Idoffs med Ulla Höjer, AS 139 (1969)
- Älskade Mikael / Stanna en stund, Mon Ami, Berth Idoffs med Ulla Höjer, AS 160 (1969)

### Album
- Sjung, dansa och le - 1975
- Dansglädje 86 - 1986
- Dansglädje 87 - 1987
- Dansglädje 88 - 1988
- Dansglädje 89 - 1989
- Dansglädje 90 -1990
- Jag behöver dej - 1991
- För din skull - 1993
- En lyckostund - 2000
- Lätt för mig - 2011

## Medverkan på album
- Soundtrack: LP/CD-album: Originalmusiken från långfilmen Black Jack

## Melodier på Svensktoppen
- Små små ord - 1988
- Nere vid kusten - 1990
- Kärlek på gång - 1996
- Speleman - 1997
- Evelina - 1999

### Fotnoter
1. ↑  ”Svenska dansband - Berth Idoffs”. Arkiverad från originalet den 4 mars 2016. https://web.archive.org/web/20160304050102/http://www.svenskadansband.se/img1615.search.htm. Läst 13 november 2008.
2. ↑  ”Sänd mig ett minne av vår kärlek / Berth Idoffs med Barbro Thornell”. Svensk Mediedatabas. 1967. https://smdb.kb.se/catalog/id/001442406. Läst 24 december 2024.
3. ↑  ”Jag skall ta morfar med mig ut ikväll / Berth Idoffs med Ulla Höjer”. Svensk Mediedatabas. 1968. https://smdb.kb.se/catalog/id/001473266. Läst 24 december 2024.
4. ↑  ”Vännens sorg efter Lotta Idoffson: ”Mist en lillasyster””. www.expressen.se. https://www.expressen.se/noje/dansbandssangerskan-lotta-idoffson-har-avlidit/. Läst 20 december 2022.
5. ↑  ”Berth Idoffs - Releases - Singles & EPs”. Discogs. https://www.discogs.com/artist/1048785-Berth-Idoffs?superFilter=Releases&subFilter=Singles+%26+EPs. Läst 24 december 2024.